# علي جوهر
علي عبد الفتاح جوهر (8 سبتمبر 1924 - 5 يونيو 1998) ممثل مصري.
وُلد في المملكة المتحدة لأب مصري وأم بريطانية. شارك في عدد من الأفلام السينمائية والتلفزيونية. وكان أول ظهور له في فيلم جناب السفير سنة 1966. وهو أخ لعالم البحار حامد جوهر.

## روابط خارجية
- علي جوهر على موقع الدهليز
- علي جوهر على موقع قاعدة بيانات الأفلام العربية